# Mohammed ben Abderrahmane Al Thani
Mohammed ben Abderrahmane Al Thani (en arabe : محمد بن عبدالرحمن آل ثاني), né le 1er novembre 1980, est un membre de la famille Al Thani, au pouvoir au Qatar. Depuis janvier 2016, il est le ministre des Affaires étrangères de l'émirat. Il est vice-Premier ministre de novembre 2017 au 7 mars 2023, date à laquelle il devient Premier ministre.
Il est également président du Fonds qatarien pour le développement (en) depuis 2014 et est membre du Conseil suprême du Qatar pour les affaires économiques et les investissements depuis 2014.
De 2018 à 2023, il est président de la Qatar Investment Authority.

## Première vie et éducation
Mohammed ben Abderrahmane Al Thani est né et a grandi à Doha, au Qatar. Il fait partie de la famille Al Thani, la famille royale qatarienne. Il est diplômé en économie et administration des affaires de l'université du Qatar (2003).

## Carrière
Il est directeur du Conseil suprême des affaires économiques de 2005 à 2009. Il est alors nommé directeur du département des partenariats public-privé au ministère des Affaires et du Commerce. En 2013, il est nommé assistant du ministre des Affaires étrangères, chargé de la coopération internationale.
Président du Fonds qatarien pour le développement (en), membre du Conseil suprême pour les Affaires économiques et les investissements, il est nommé ministre des Affaires étrangères le 27 janvier 2016,, puis vice-Premier ministre en novembre 2017.
Le gouvernement américain de Donald Trump lui remet en janvier 2021 la médaille du département américain de la Défense pour services publics distingués.
Le 7 mars 2023, il est nommé Premier ministre par l'émir Tamim.
Le 9 novembre 2023, il participe à des discussions diplomatiques à Doha, avec le chef de la CIA et le chef du Mossad, à la suite de l’attaque du 7 octobre 2023 en Israël, en vue de négociations concernant les otages israéliens du Hamas, l’aide humanitaire dans la bande de Gaza et un éventuel cessé le feu.
Le magazine Time choisit Mohammed Al Thani comme l'une des « 100 personnes les plus influentes » dans le monde pour l'année 2024. Il est présenté comme un « interlocuteur de confiance entre Israël et le Hamas » dans le cadre de la guerre qui les oppose depuis 2023. Les négociations entraînent un cessez-le-feu d'une semaine et la libération de plus de 100 otages. De plus, selon le magazine, il a gagné les éloges de responsables américains avant le 7 octobre 2023, en servant d’intermédiaire dans d’autres points chauds, y compris en Amérique du Sud.
En juillet 2024, le cheikh Mohammed Al Thani a exprimé son soutien aux Palestiniens blessés subissant un traitement dans à Doha. Il a déclaré: «Nous tenons ces personnes chères et nous nous engageons à leur fournir les meilleurs soins et traitements possibles. Nous leur souhaitons une récupération complète et rapide,.»
En août 2024, le ministre des Affaires étrangères de l'Australie, Penny Wong, a félicité les efforts de médiation de Doha à Gaza lors d'une réunion avec le Premier ministre du Qatar, Cheikh Mohammed ben Abdulrahmane Al-Thani. Wong a réitéré les appels pour un cessez-le-feu dans l'enclave assiégée.
Le Cheikh Mohammed Al Thani a souligné que la réalisation de l’Agenda 2030 et des Objectifs de développement durable nécessite des efforts internationaux et nationaux accrus. Il a réitéré ses appels à un accord de cessez-le-feu et à la libération de tous les otages. Le 23 septembre 2024, il a rencontré le Premier ministre luxembourgeois Luc Frieden en marge de la 79e session de l'Assemblée générale des Nations Unies à New York. Au cours de leur rencontre, ils ont discuté des relations bilatérales et des moyens de renforcer la coopération, ainsi que d’une série de questions régionales et internationales d’intérêt commun.
Le ministre canadien des Affaires étrangères, Mélanie Joly, a exprimé sa gratitude à Cheikh Mohammed pour son rôle dans la facilitation de la libération du vétéran des Forces armées canadiennes et ancien membre de la Force opérationnelle conjointe d'élite du Canada, David Lavery, qui avait été détenu à Kaboul, en Afghanistan, le 11 novembre 2024.
En janvier 2025, des négociateurs des États-Unis, de l'Égypte et du Qatar ont négocié un cessez-le-feu et un accord d'otage entre le Hamas et Israël à Doha. Lors d'une conférence de presse, Cheikh Mohammed a annoncé que la première phase du cessez-le-feu durerait 42 jours.  De plus, l’article du New York Times a reconnu les efforts de Cheikh Mohammed, aux côtés d'autres médiateurs, pour faciliter un accord entre Israël et le Hamas.

## Prix et distinctions
Le 19 janvier 2021, Mohammed Al Thani reçoit la médaille du département de la Défense des États-unis pour un service public remarquable (en), la plus haute récompense que peut accorder le département de la Défense à un citoyen étranger. La médaille est remise à Washington par Robert C. O'Brien, conseiller à la sécurité nationale, à l'ambassadeur du Qatar aux États-Unis, Meshaal Al Thani, au nom de Mohammed Al Thani. Le département de la Défense américain souligne le rôle joué par Mohammed Al Thani dans le renforcement des liens entre le Qatar et les États-Unis et dans les négociations entre les États-Unis et les Talibans.
Le 24 mai 2023, le président du Paraguay, Mario Abdo Benítez, décerne l'ordre national du Mérite (en) à Mohammed Al Thani pour récompenser son soutien dans le renforcement des relations entre les deux pays.